# Efekt horoskopowy
Efekt horoskopowy (efekt Forera lub efekt Barnuma) – obserwacja, że ludzie uznają za bardzo trafne opisy swojej własnej osobowości, które w rzeczywistości są ogólnymi zestawami danych odnoszącymi się do znacznej grupy ludzi. Efekt ten może wyjaśniać rozpowszechnienie wiary w pseudonaukowe teorie takie jak numerologia czy wróżenie, lub też w niektóre popularyzowane horoskopy, stąd nazwa. Jest jednym z błędów poznawczych.

## Eksperyment Forera
W 1948 psycholog Bertram R. Forer dał studentom do wypełnienia test osobowości, a następnie przedstawił im analizę ich osobowości rzekomo bazującą na wynikach tego testu. Studenci mieli ocenić trafność tej analizy w skali od 0 (bardzo słaba) do 5 (znakomita). Średnia ocen wyniosła 4,26. Później Forer ujawnił, że w rzeczywistości wszyscy studenci otrzymali tę samą analizę.
Analiza ta została złożona z fragmentów horoskopów, a jej treść była mniej więcej następująca:

Masz potrzebę, by ludzie cię lubili i podziwiali, jednak jesteś osobą krytyczną wobec siebie. Masz pewne wady osobowości, ale potrafisz je kompensować tym, co jest w tobie dobre. Masz duże możliwości, które wciąż pozostają niewykorzystane. O ile na zewnątrz możesz wyglądać na osobę zdyscyplinowaną i opanowaną, wewnątrz często trapi cię niepewność i martwisz się o wiele spraw. Niekiedy masz poważne wątpliwości, czy twoja decyzja była dobra albo czy twoje czyny były właściwe. Lubisz pewną ilość zmian i różnorodności, a kiedy osaczają cię ograniczenia, odczuwasz niezadowolenie. Cenisz sobie własną niezależność myślenia i nie przyjmujesz cudzych twierdzeń bez przekonujących dowodów. Życie nauczyło cię, aby nie przesadzać ze szczerością, kiedy się przed kimś otwierasz. Czasem bywasz osobą otwartą na ludzi, przystępną i towarzyską, ale innym razem zamkniętą, ostrożną i zdystansowaną. Niektóre z twoich marzeń wydają się być nierealistyczne.

## Dalsze badania
Psycholodzy C.R. Snyder i Randee Jae Shenkel przeprowadzili eksperyment przy użyciu powyższego tekstu na trzech grupach osób, mających określić trafność otrzymanej „osobistej” charakterystyki. Otrzymane wyniki uzależnione były od stopnia przekonania badanego, że opis został przygotowany specjalnie dla niego:
- osoby, które nie podały żadnych danych o sobie – 3,24
- osoby, które podały miesiąc i rok urodzenia – 3,76
- osoby, które podały pełną datę urodzenia – 4,38

## Cechy wpływające na efekt
W późniejszych badaniach oceniono, że takie analizy są oceniane za szczególnie trafne, jeśli:
- badany jest przekonany, że zostały one przygotowane specjalnie dla niego,
- badany wierzy w autorytet analizującego,
- analiza opisuje głównie pozytywne cechy.